# Motzfeld
Motzfeld ist ein Ortsteil der Gemeinde Friedewald im osthessischen Landkreis Hersfeld-Rotenburg.

## Geographie
Das Dorf liegt vier Kilometer südlich der Kerngemeinde und vier Kilometer nördlich von Schenklengsfeld in der Rhön, nördlich des Landecker Bergs und südlich des Dreienbergs.

## Geschichte

### Ortsgeschichte
Das Dorf wurde im Güterverzeichnis Breviarium Sancti Lulli als „Mutesfeldt in Thuringia“ das erste Mal urkundlich erwähnt. Hier wurde im 8. Jahrhundert Schenkungen an die Abtei Hersfeld gelistet. 1394 wird der Ort als „Mutzfelt“ und 1416 als „Mottesfeld“ erwähnt. Kirchlich gehörte Motzfeld zum Dekanat Geisa, politisch gehörte der Ort aber zum Landecker Amt.
Im Zuge der Gebietsreform in Hessen wurde der Ort zum 1. August 1972 in kam Motzfeld kraft Landesgesetz in die Gemeinde Friedewald eingemeindet. Für wurde ein Ortsbezirk mit Ortsbeirat und Ortsvorsteher nach der Hessischen Gemeindeordnung gebildet.

### Einwohnerentwicklung
| Motzfeld: Einwohnerzahlen von 1834 bis 2011 | Motzfeld: Einwohnerzahlen von 1834 bis 2011 | Motzfeld: Einwohnerzahlen von 1834 bis 2011 | Motzfeld: Einwohnerzahlen von 1834 bis 2011 | Motzfeld: Einwohnerzahlen von 1834 bis 2011 |
| --- | ------------------------------------------- | ------------------------------------------- | ------------------------------------------- | ------------------------------------------- |
| Jahr |                                             |                                             |                                             | Einwohner                                   |
| 1834 | 1834                                        |                                             | 319                                         | 319                                         |
| 1840 | 1840                                        |                                             | 385                                         | 385                                         |
| 1846 | 1846                                        |                                             | 367                                         | 367                                         |
| 1852 | 1852                                        |                                             | 356                                         | 356                                         |
| 1858 | 1858                                        |                                             | 365                                         | 365                                         |
| 1864 | 1864                                        |                                             | 339                                         | 339                                         |
| 1871 | 1871                                        |                                             | 309                                         | 309                                         |
| 1875 | 1875                                        |                                             | 309                                         | 309                                         |
| 1885 | 1885                                        |                                             | 299                                         | 299                                         |
| 1895 | 1895                                        |                                             | 278                                         | 278                                         |
| 1905 | 1905                                        |                                             | 259                                         | 259                                         |
| 1910 | 1910                                        |                                             | 270                                         | 270                                         |
| 1925 | 1925                                        |                                             | 325                                         | 325                                         |
| 1939 | 1939                                        |                                             | 317                                         | 317                                         |
| 1946 | 1946                                        |                                             | 491                                         | 491                                         |
| 1950 | 1950                                        |                                             | 507                                         | 507                                         |
| 1956 | 1956                                        |                                             | 448                                         | 448                                         |
| 1961 | 1961                                        |                                             | 426                                         | 426                                         |
| 1967 | 1967                                        |                                             | 397                                         | 397                                         |
| 1970 | 1970                                        |                                             | 417                                         | 417                                         |
| 1980 | 1980                                        |                                             | ?                                           | ?                                           |
| 1990 | 1990                                        |                                             | ?                                           | ?                                           |
| 2000 | 2000                                        |                                             | ?                                           | ?                                           |
| 2011 | 2011                                        |                                             | 300                                         | 300                                         |
| Datenquelle: Historisches Gemeindeverzeichnis für Hessen: Die Bevölkerung der Gemeinden 1834 bis 1967. Wiesbaden: Hessisches Statistisches Landesamt, 1968. Weitere Quellen: LAGIS; Zensus 2011 |                                             |                                             |                                             |                                             |

## Politik
Für den Ortsteil Motzfeld besteht ein Ortsbezirk (Gebiete der ehemaligen Gemeinde Motzfeld) mit Ortsbeirat und Ortsvorsteher nach der Hessischen Gemeindeordnung. Der Ortsbeirat besteht aus fünf Mitgliedern. Zur Kommunalwahlen in Hessen 2021 traten nur Mitglieder der „Gemeinschaftsliste Motzfeld“ (GLM) an. Die Wahlbeteiligung betrug 68,67 %. Zum Ortsvorsteher wurde Stefan Kothe gewählt.

## Vereine
Neben der Freiwilligen Feuerwehr Motzfeld und dem Fußballverein gibt es den gemischten Chor, den Schützenverein und den NABU.

## Verkehr
Durch den Ort führt die Kreisstraße 13, der den Ort nördlich mit der Kerngemeinde und der Bundesstraße 62 verbindet. Südlich verbindet die gleiche Kreisstraße den Ort mit Schenklengsfeld.